# Столпник
Столпник (стубник; или грчки стилит) је тип аскете који је у раним хришћанским данима византијског царства обитавао на стубу (столп на старословенском, stylos на грчком) и проповедао, постио и молио се. Ови аскети су веровали да ће умртвљење њихових тела донети спасење њиховој души.

## Живот столпника
Подвиг столпика се састојао у томе да живе на стубу или на врху стене, без обзира на климатске услове, који су неретко веома отежавали овај начин подвизивања (киша, ветар, ниске или високе температуре). Колевком столпника се сматра византијска провинција Сирија, јер се управо ту највише неговао овакав вид подвига. Врх стуба је лествицама био повезан са тлом, а понекада се на њему налазила надстрешница коју су подизали поштоваоци столпника како би макар мало олакшали патње ових аскета. Столпници су неретко у циљу повећања сопствених патњи стављали на себе ланце у облику крста. Циљ овог подвига био је одвајање од материјалног, грешног света. Столпника је током историје био велики број, а занимљиво је да је међу њима било и неколико жена.
Први стилит је вероватно био Симеон Столпник, који се попео на ступ у Сирији 423. и није са њега силазио до своје смрти 37 година касније.
Канонизовано је укупно 7 столпника.

## Друштвени односи
Врло брзо су столпници стекли велики број присталица, које су веровале у исцелитељске и пророчке моћи ових монаха. Поштовање столпника је прерасло у право обожавање. На местима где су обитавали, цветали су трговина, занатство и гостионичарство, јер их је велики број људи посећивао. У 8. веку са појавом иконоборства, број столпника се смањио, а забележени су и случајеви прогона. На пример, цар Константин V је издао наредбу да се свирепо погуби Петар Столпник. Осипање столпника се бележи и у 9. веку, али је од краја тог века овај начин подвига поново заживео.

## У уметности
Ликовне представе столпника сачуване су у многобројним византијским црквама, као и у српским црквама и манастирима као што су Дечани, Богородична црква у Студеници, Манасија и Грачаница. На неким приказима постоје имена столпника, али на некима и не. Приказивани су као стари монаси седе браде, како седе подигнутих руку на мермерним стубовима украшеног капитела, видљиви само изнад рамена или појаса. Приказивана је и метална ограда која их је штитила од пада, а понекада су сликана и мала врата или мердевине прислоњене уз стуб.